# Tehumardi
Tehumardi (Duits: Teibnershof) is een plaats met de status van dorp (Estisch: küla) in de Estlandse gemeente Saaremaa, provincie Saaremaa. In 2021 telde Tehumardi 82 inwoners.
Tehumardi behoorde tot in oktober 2017 tot de gemeente Salme. In die maand werd Salme bij de fusiegemeente Saaremaa gevoegd.
De plaats ligt aan de zuidkust van het eiland Saaremaa, tussen Salme en Järve.

## Geschiedenis
Tehumardi werd in 1645 voor het eerst genoemd onder de naam Theomarte als boerderij op het landgoed van Käesla. Later groeide de boerderij uit tot een nederzetting.
In 1944, tijdens de Tweede Wereldoorlog, werd bij Tehumardi een van de bloedigste slagen tussen de Duitse Wehrmacht en het Rode Leger uitgevochten. Hier kwam het in de nacht van 8 op 9 oktober 1944 tot een veldslag tussen oprukkende Sovjeteenheden en terugtrekkende Duitse eenheden. Daarbij kwamen volgens de laagste schattingen ongeveer ongeveer 750 Wehrmacht- en Sovjetsoldaten om het leven; hogere schattingen komen zelfs tot 3000 doden. Velen vielen in man-tot-mangevechten in het donker. Aan beide zijden vochten ook Esten mee. Onder de doden was de Russische commandant majoor Vladimir Miller. De doden aan Duitse kant liggen op een soldatenkerkhof in Kudjape, voor de doden aan Sovjetzijde is in 1967 in de duinen bij Tehumardi een erebegraafplaats opgezet.
De begraafplaats bestaat uit een 21 m hoge zuil in de vorm van een zwaard en een aantal graven met schuin geplaatste rechthoekige grafstenen. De makers waren de beeldhouwers Matti Varik en Riho Kuld en de architect Allan Murdmaa. Ze kregen voor het monument de Prijs van Sovjet-Estland (Estisch: Nõukogude Eesti preemia).
In 1977 werd het buurdorp Järve bij Tehumardi gevoegd. In 1997 werd Järve weer een zelfstandig dorp.

## Foto's

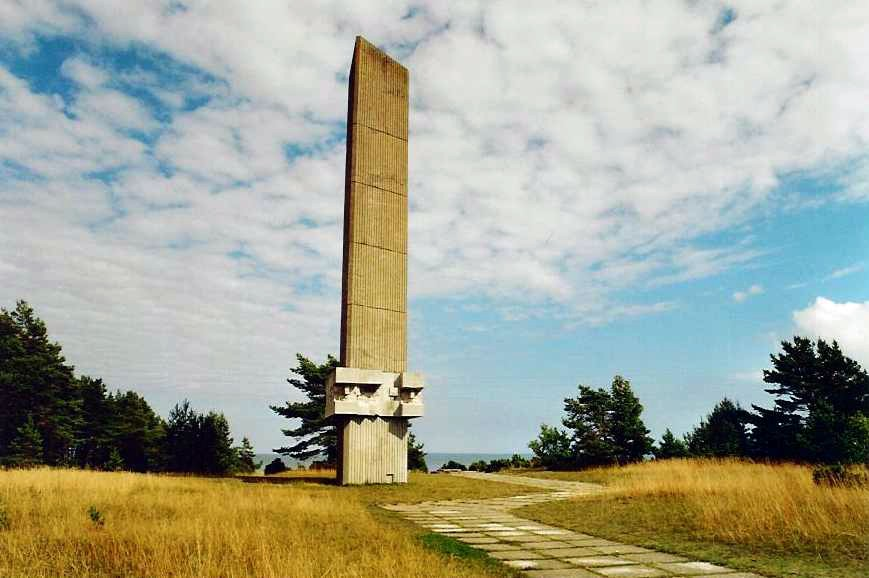
Monument voor de slag bij Tehumardi
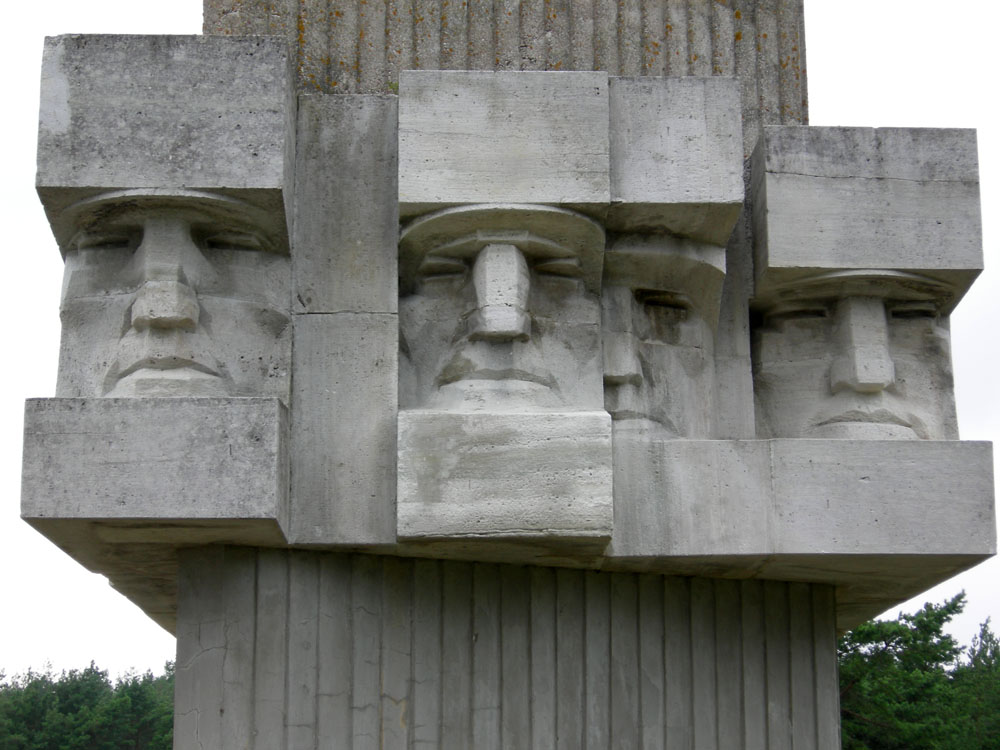
Onderkant van het monument
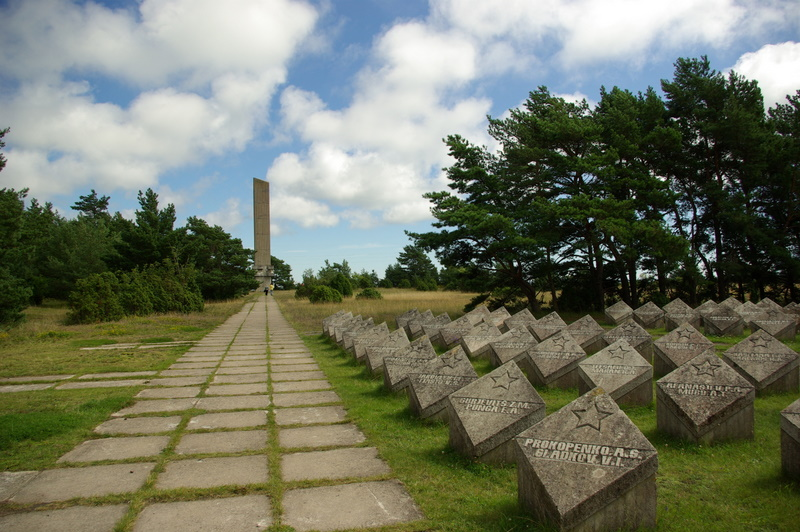
De graven